# Lyn Lillecrapp
Lynette Margaret Lillecrapp (nacida Michael; Albury, 1945) es una nadadora paralímpica australiana. Contrajo poliomielitis paralítica a la edad de dos meses. Lillecrapp comenzó su carrera de nadadora competitiva en 1974, y compitió en los Juegos Paralímpicos de Toronto 1976, 1988 en Seúl y 1992 en Barcelona.

## Natación

### Juegos Paralímpicos
Lillecrapp ganó dos medallas de plata en los Juegos de Toronto de 1976 en las pruebas de 25 metros libres 2 y 3x25 metros individuales medley. Ganó tres medallas de bronce en los Juegos de Seúl de 1988 en los 50 metros libres 2, 50 metros espalda 2 y 25 metros mariposa 2, y una medalla de plata en los 50 metros braza 2. Ganó varias medallas en los Juegos Internacionales de Stoke Mandeville, incluyendo cuatro de oro y una de bronce en 1989, siete de oro y dos de plata en 1990, y cinco de oro, una de plata y una de bronce en 1991. Participó en los Juegos Paralímpicos de Barcelona de 1992 en distancias que iban de 50 a 200 m en todas las brazadas individuales y como participante en el relevo del medley, pero no ganó ninguna medalla en esos Juegos.

### Natación estatal
En la Natación SA State Sprints en marzo de 2009, ganó múltiples medallas de plata en las pruebas de 50 m mariposa, 50 m espalda, 50 m braza y 50 m estilo libre. Posee dos récords australianos actuales de clase múltiple: 100 m mariposa S5 de carrera corta (establecido en 2009) y 100 m medley SM5 individual (establecido en 2010). Compitió en mariposa de 100 metros en el Campeonato Abierto de Victoria el 11 de enero de 2013, compitiendo con los mejores jóvenes nadadores con discapacidad del estado. Quedó en último lugar en una final consecutiva, pero superó su tiempo de entrada por 14 segundos. En los campeonatos de circuitos cortos del estado de Australia Meridional, el 17 de julio de 2013, Lillecrapp batió su propio récord individual de S5 en 2,5 segundos, y en 2014 volvió a batir su propio récord australiano de circuitos cortos de múltiples clases en los 100 metros mariposa. Tiene los récords de la clase de 100 metros libres, 50 y 100 metros espalda, 50 y 100 metros mariposa y 100 metros individuales, y los récords de la clase de 50 metros libres, 50 metros espalda, 50 metros pecho y 50 metros mariposa.

## Los másteres de natación
En 2009, Lillecrapp estaba nadando en el nivel de másteres. Compitió en los Australian Masters Games en febrero de 2009 en Geelong, donde ganó muchas medallas de oro, incluyendo en la clase 4 x 50 m relevo medley femenino, 4 x 50 m relevo medley mixto, 50 m estilo libre, 50 m braza, 50 m espalda y 50 m mariposa. Ganó una medalla de plata en los 100 m estilo libre en el mismo evento. También compitió en los Australian Masters Games en 2011 en Adelaida y Geelong en 2013, ganando medallas de oro y plata en cada uno de los Juegos.
Es entrenadora del Club de Natación STARplex en Gawler, Australia del Sur.

## Reconocimiento
En 1992, Lillecrapp recibió la Medalla de la Orden de Australia «por su servicio a la natación, particularmente como medallista de oro en los Campeonatos Mundiales de Silla de Ruedas de Stoke Mandeville».  En 2009, fue incorporada al Salón de la Fama de Natación SA.